# Саллаван, Маргарет
Маргарет Саллаван (англ. Margaret Sullavan; 16 мая 1909 — 1 января 1960) — американская актриса, известная по ролям в фильмах «Три товарища» (1938) и «Магазинчик за углом» (1940). Номинантка на премию «Оскар» 1939 года.

## Биография
Маргарет Брук Саллаван родилась 16 мая 1909 года в семье богатого брокера Корнелиуса Саллавана и его жены Гарланд Брук.
Первые годы жизни девочка страдала от болезненной мышечной слабости в ногах и до шести лет не общалась с другими детьми. После выздоровления предпочитала общество детей из бедных семей.
Училась Маргарет в колледже для девочек Четем-Хилл. Была президентом студенческого самоуправления. На выпуске в 1927 году ей было поручено произносить благодарственную речь.
Вскоре она переехала в Бостон к своей сводной сестре Уидди. Там посещала известную студию танцев Denishawn, которую оканчивали такие знаменитости как Луиза Брукс и Марта Грэм. Когда родители урезали её содержание до минимума, Маргарет устроилась работать клерком в Harvard Cooperative Bookstor.
Её карьера началась на театральной сцене в 1929 году. В 1933 году она привлекла внимание режиссёра Джона М. Стала, который в том же году предложил ей дебютную роль в своём фильме «Ещё вчера».
В 1938 году она была номинирована на «Оскар» за роль в фильме «Три товарища». Её кинокарьера продолжалась до 1943 года и за это время она снялась в 16 фильмах. После этого на большом экране она появилась лишь раз в 1950 году, сыграв свою последнюю роль, Мэри Скотт, в фильме «Не пой мне грустных песен». В последующие годы её актёрская карьера продолжилась лишь в театре.
Саллаван была замужем четыре раза. Её первым мужем был Генри Фонда, а вторым Уильям Уайлер. Актриса умерла 1 января 1960 года, приняв большую дозу барбитуратов. За вклад в киноискусство она удостоена звезды на Голливудской аллее славы.

## Фильмография
- Еще вчера (1933) — Мэри Лейн
- Маленький человек, что же дальше? (1934) — Эмма (Ламмчен) Пиннеберг
- Добрая фея (1935) — Лу
- Так красна роза (1935) — Валетт Бедфорд
- Когда мы снова полюбим (1936) — Сисели Тайлер
- The Moon’s Our Home (1936) — Черри Честер/Сара Браун
- Я любила солдата (1936)
- Три товарища (1938) — Пат (Патриция Хольман)
- Банальный ангел (1938) — Дейзи Хес
- Светлый час (1938) — Джуди Линден
- Страна свободы (1939) (хроника)
- Магазинчик за углом (1940) — Клара Новак
- Смертельный шторм (1940) — Фрейя Рот
- Переулок (1941) — Рей Смит
- Так кончается наша ночь (1941) — Рут Холланд
- Любовное свидание (1941) — доктор Джейн Александер
- Cry 'Havoc (1943) — лейтенант Мэри Смит
- Не пой мне грустных песен (1950) — Мэри Скотт